# Мрнявчевич, Вукашин
Вука́шин Мрня́вчевич (серб. Вукашин Мрњавчевић; погиб 26 сентября 1371) — сербский владетель, король Прилепского королевства с 1366 по 1371 годы, брат Углеши Мрнявчевича и отец знаменитого Марко Королевича.

## Биография

### Ранние годы
По версии Мавро Орбини, Вукашин был сыном владетеля Мырнявы из Ливно, который жил в Благае на Неретве. В 1350 году Вукашин был жупаном Прилепа. После смерти царя Стефана Душана в 1355 Вукашин поддержал царя Стефана Слабого, который пожаловал ему титул деспота. В 1365 году царь Урош провозгласил его соправителем и королём. Вукашин быстро отрекся от сюзерена и в 1366 году стал самостоятельным правителем.

### Владения
Под властью Вукашина оказались Душанова столица Призрен, северная и западная Македония с городами Скопье, Прилеп и Охрид, — т. н. Прилепское королевство.
Сам он называл себя господином сербской земли и греков и западных стран.

### Гибель
Вукашин попытался остановить османское наступление и вместе с братом Углешей был разгромлен и погиб в битве 26 сентября 1371 года при Черномене.